# Peperomia conjugata
Peperomia conjugata är en pepparväxtart som beskrevs av Carl Sigismund Kunth. Peperomia conjugata ingår i släktet peperomior, och familjen pepparväxter. Inga underarter finns listade i Catalogue of Life.